# Obština Burgas
Obština Burgas (bulharsky Община Бургас) je bulharská jednotka územní samosprávy v Burgaské oblasti. Leží ve východním Bulharsku v Burgaské nížině u Černého moře. Sídlem obštiny je město Burgas, kromě něj zahrnuje obština 1 město a 10 vesnic. Žije zde přes 200 tisíc stálých obyvatel.

## Sídla
| - Bălgarovo - Bratovo - Brjastovec - Burgas (sídlo správy) | - Dimčevo - Draganovo - Izvor - Izvorište | - Marinka - Miroljubovo - Ravnec - Tvărdica |

## Sousední obštiny
| Růžice kompasu | Ajtos   |                | Pomorie | Růžice kompasu |
| Růžice kompasu | Kameno  | Sever          |         | Růžice kompasu |
| Růžice kompasu | Kameno  | Obština Burgas |         | Růžice kompasu |
| Růžice kompasu | Kameno  | Jih            |         | Růžice kompasu |
| Růžice kompasu | Sozopol |                |         | Růžice kompasu |

## Obyvatelstvo
V obštině žije 202 289 stálých obyvatel a včetně přechodně hlášených obyvatel 233 076. Podle sčítáni 1. února 2011 bylo národnostní složení následující:
- Bulhaři: 179 383 (93.6 %)
- Turci: 6 264 (3.3 %)
- Romové: 3 871 (2.0 %)
- ostatní: 2 135 (1.1 %)